# Епіклеза (літургія)
Це стаття про елемент християнської літургії. Про епітет богів див. Епіклеса.
Епіклеза, епіклесис (лат. epiclesis, грец. ἐπίκλησις — закликання) — частина анафори християнської літургії, присутня в більшості історичних літургій, як західних, так і східних.

## Особливості
Суть епіклези полягає в молитві Богові про сутнісне перетворення хліба й вина в Тіло і Кров Христові. При цьому варіанти тексту епіклези в різних обрядах дуже різняться. Епіклези поділяються на низхідні та висхідні. В низхідних епіклезах молитва містить прошення про сходження Святого Духа на Дари та їх освячення. У висхідних епіклезах молитва звернена до Бога-Отця або Святої Трійці і містить прохання про прийняття Дарів у жертву, підкреслюючи жертовний момент Євхаристії. Висхідну епіклезу називають також імпліцитною, оскільки відкритого закликання до дії Святого Духа на Дари в ній немає, на нього лише натякається.
Низхідна епіклеза характерна для візантійського і вірменського обряду, висхідна — для західних літургійних обрядів і окремих східних анафор.